# Алчевськ (судно)
Судно Алчевськ U602 (до 1997 р.— «Березань»), по класифікації НАТО (Moma) — гідрографічне судно проекту 861. Побудований в Польщі на Північній верфі (Stocznia Polnocna), м. Гданськ. До 1996 року судно входило до складу ЧФ. Виключене з бойового складу флоту в 1998 році, передане до гідрографічної служби України (Держгідрографія), утилізоване в 2013 р.

## Характеристики
- Водотоннажність (т): стандартна — 1240, повна —1600.
- Головні розміри (м): 73,3x11,6x3,9.
- ГЕУ дизельна, двохвальна, 2 дизелі 6ТЕ48 (3 600 к.с.)
- швидкість повного ходу 17 вузлів
- дальність плавання 9 000 миль
- екіпаж 85 осіб, у тому числі 19 наукових співробітників. Є 4 лабораторії, вантажне обладнання.